# 马来西亚五大宗教谘询理事会
马来西亚五大宗教谘询理事会（英語：Malaysian Consultative Council of Buddhism, Christianity, Hinduism, Sikhism and Taoism, MCCBCHST）是一个成立于1983年的非营利跨信仰宗教团体，简称“五大宗教谘询理事会”。它主要是由马来西亚非穆斯林的宗教人士组成，并作为一个宗教咨询、对话和协作的组织。
五大宗教谘询理事会的前身是“马来西亚四大宗教谘询理事会”（Malaysian Consultative Council of Buddhism, Christianity, Hinduism and Sikhism, MCCBCHS），马来西亚道教于2006年才加入谘询理事会，成为马来西亚受官方认可的宗教；谘询理事会并于同年9月27日的年度大会更改组织名称。

## 成员
宗教谘询理事会的主要成员包括：
佛教
- 马来西亚佛教总会（Malaysian Buddhist Association, MBA）
- 马来西亚佛教弘法会（Buddhist Missionary Society Malaysia, BMSM）
- 锡兰佛教精进会（Sasana Abhiwurdhi Wardhana Society, SAWS）

基督教
- 马来西亚基督教联合会（Christian Federation of Malaysia, CFM），包含
  - 马来西亚天主教会主教团（Catholic Bishops Conference of Malaysia, CBCM）
  - 马来西亚基督教协进会（Council of Churches of Malaysia, CCM）
  - 马来西亚福音联谊会（National Evangelical Christian Fellowship, NECF）

兴都教
- 马来西亚兴都教组织（Malaysian Hindu Sangam, MHS）

锡克教
- 马来西亚锡克庙理事会（Malaysian Gurdwaras Council, MGC）
- 马来西亚卡尔萨教团（Khalsa Diwan Malaysia, KDM）
- 马来西亚锡克教青年组织（Sikh Naujawan Sabha Malaysia, SNSM）

道教
- 马来西亚道教总会（Federation of Taoist Associations Malaysia, FTAM）